# Mont Tengu (Samani)
Pour l’article homonyme, voir mont Tengu.
Le mont Tengu (天狗岳, Tengu-dake) est une montagne culminant à 666 m d'altitude dans les monts Hidaka en Hokkaidō au Japon.